# Aedes calabyi
Aedes calabyi är en tvåvingeart som beskrevs av E. Sydney Marks 1963. Aedes calabyi ingår i släktet Aedes och familjen stickmyggor. Inga underarter finns listade i Catalogue of Life.